# Liste der Nummer-eins-Hits in Indien (2023)
Diese Liste der Nummer-eins-Hits basiert auf den offiziellen Charts der IMI, der indischen Landesgruppe der IFPI, im Jahr 2023. Sie basieren vollständig auf Streaming und berücksichtigen keine Titel in indischer Sprache.

## Singles
| ← 2022 ← | Liste der Nummer-eins-Hits in Indien (International Singles) | Liste der Nummer-eins-Hits in Indien (International Singles) | Liste der Nummer-eins-Hits in Indien (International Singles)                                                                                | 2024 →                    |
| \| Zeitraum \| Wo. ges. \| Interpret \| Titel Autor(en) \| Zusätzliche Informationen \| \| (Zeitraum, Wochen auf Platz eins, Interpret, Titel, Autor[en], zusätzliche Informationen) \| \| \| \| \| \| ----------------------------------------------------------------------------------------- \| -------- \| --------------------------- \| ------------------------------------------------------------------------------------------------------------------------------------------- \| ------------------------- \| \| 1.–19. Woche 19 Wochen (insgesamt 24) \| 24 \| Rema feat. Selena Gomez \| Calm Down Divine Ikubor, Alexander Osamudiame Uwaifo, Michael Ovie Hunter, Amanda Renée Ibanez, Selena Marie Gomez \| – \| \| 20.–22. Woche 3 Wochen \| 3 \| Fifty Fifty \| Cupid (Twin Ver.) Adam von Mentzer, Louise Udin, Mac Felländer-Tsai, An Seong-il, Song Ja-kyung, Lee Ah-in \| – \| \| 23. Woche 1 Woche (insgesamt 24) \| 24 \| Rema feat. Selena Gomez \| Calm Down Divine Ikubor, Alexander Osamudiame Uwaifo, Michael Ovie Hunter, Amanda Renée Ibanez, Selena Marie Gomez \| – \| \| 24. Woche 1 Woche \| 1 \| BTS \| Take Two Jang Yi-jeong, Gabriel Brunell Brandes, Jeong Ho-seok, Matt Thomson, Max Lynedoch Graham, Nois Upgrader, Kim Nam-joon, Min Yoon-gi \| – \| \| 25.–28. Woche 4 Wochen (insgesamt 24) \| 24 \| Rema feat. Selena Gomez \| Calm Down Divine Ikubor, Alexander Osamudiame Uwaifo, Michael Ovie Hunter, Amanda Renée Ibanez, Selena Marie Gomez \| – \| \| 29.–36. Woche 8 Wochen \| 8 \| Jung Kook feat. Latto \| Seven Henry Russell Walter, Andrew Wotman, Jonathan David Bellion, Alyssa Michelle Stephens, Theron Makiel Thomas \| – \| \| 37.–39. Woche 3 Wochen \| 3 \| V \| Slow Dancing Kim Dong-hyun, Kim Hyun-ji, Seok Daeh-wan, Park Jin-su, Sara Ester Gredelj, Nina Korošak-Serčič, Sam Gendel, Joshua Karpeh \| – \| \| 40.–42. Woche 3 Wochen \| 3 \| Jung Kook feat. Jack Harlow \| 3D Michael Tucker, David Alexander Stewart, Jackman Thomas Harlow \| – \| \| 43. Woche 1 Woche \| 1 \| Taylor Swift \| Lover Taylor Alison Swift \| – \| \| 44. Woche 2023 – 11. Woche 2024 20 Wochen (insgesamt 24) \| 24 \| Diljit Dosanjh feat. Sia \| Hass hass Diljit Dosanjh, Sia Kate Furler, Gregory Allan Kurstin, Inder Bajwa \| – \| |                                                              |                                                              | |                           |
| ← 2022 |                                                              |                                                              | | → 2024 →                  |
| Zeitraum | Wo. ges.                                                     | Interpret                                                    | Titel Autor(en) | Zusätzliche Informationen |
| (Zeitraum, Wochen auf Platz eins, Interpret, Titel, Autor[en], zusätzliche Informationen) |                                                              |                                                              | |                           |
| 1.–19. Woche 19 Wochen (insgesamt 24) | 24                                                           | Rema feat. Selena Gomez                                      | Calm Down Divine Ikubor, Alexander Osamudiame Uwaifo, Michael Ovie Hunter, Amanda Renée Ibanez, Selena Marie Gomez                          | –                         |
| 20.–22. Woche 3 Wochen | 3                                                            | Fifty Fifty                                                  | Cupid (Twin Ver.) Adam von Mentzer, Louise Udin, Mac Felländer-Tsai, An Seong-il, Song Ja-kyung, Lee Ah-in                                  | –                         |
| 23. Woche 1 Woche (insgesamt 24) | 24                                                           | Rema feat. Selena Gomez                                      | Calm Down Divine Ikubor, Alexander Osamudiame Uwaifo, Michael Ovie Hunter, Amanda Renée Ibanez, Selena Marie Gomez                          | –                         |
| 24. Woche 1 Woche | 1                                                            | BTS                                                          | Take Two Jang Yi-jeong, Gabriel Brunell Brandes, Jeong Ho-seok, Matt Thomson, Max Lynedoch Graham, Nois Upgrader, Kim Nam-joon, Min Yoon-gi | –                         |
| 25.–28. Woche 4 Wochen (insgesamt 24) | 24                                                           | Rema feat. Selena Gomez                                      | Calm Down Divine Ikubor, Alexander Osamudiame Uwaifo, Michael Ovie Hunter, Amanda Renée Ibanez, Selena Marie Gomez                          | –                         |
| 29.–36. Woche 8 Wochen | 8                                                            | Jung Kook feat. Latto                                        | Seven Henry Russell Walter, Andrew Wotman, Jonathan David Bellion, Alyssa Michelle Stephens, Theron Makiel Thomas                           | –                         |
| 37.–39. Woche 3 Wochen | 3                                                            | V                                                            | Slow Dancing Kim Dong-hyun, Kim Hyun-ji, Seok Daeh-wan, Park Jin-su, Sara Ester Gredelj, Nina Korošak-Serčič, Sam Gendel, Joshua Karpeh     | –                         |
| 40.–42. Woche 3 Wochen | 3                                                            | Jung Kook feat. Jack Harlow                                  | 3D Michael Tucker, David Alexander Stewart, Jackman Thomas Harlow                                                                           | –                         |
| 43. Woche 1 Woche | 1                                                            | Taylor Swift                                                 | Lover Taylor Alison Swift | –                         |
| 44. Woche 2023 – 11. Woche 2024 20 Wochen (insgesamt 24) | 24                                                           | Diljit Dosanjh feat. Sia                                     | Hass hass Diljit Dosanjh, Sia Kate Furler, Gregory Allan Kurstin, Inder Bajwa                                                               | –                         |